# 吐万绪
吐万绪（？—613年），字长绪，隋朝鲜卑族大将。

## 家世
- 父吐万通，北周郢州刺史。

## 生平
吐万绪在北周，起家抚军将军，袭爵元寿县公。多次征伐各地，累迁大将军、少司武。
581年，隋文帝受禅登基称帝，吐万绪拜襄州总管，进封穀城郡公，食邑二千五百户。不久转青州总管，颇有治名。一年多后，突厥寇边，朝廷以吐万绪有威略，徙任为朔州总管，到任后甚为北夷所忌惮。
其后隋文帝准备南征陈朝，吐万绪转徐州总管，令他修缮战具。开皇八年（588年），隋军八路大军伐陈，大举渡过长江，以吐万绪领行军总管，与西河公纥豆陵洪景屯兵江北。次年正月陈朝被灭亡，拜夏州总管。
晋王杨广对吐万绪很亲遇，开皇二十年（600年），杨广被立为皇太子，吐万绪为东宫左虞候率。604年，隋炀帝继位，汉王杨谅当时镇守并州，炀帝恐其起兵叛变，拜吐万绪为晋、绛二州刺史，让他快马去上任。吐万绪还未出关中，杨谅已派兵据守蒲坂，毁断黄河桥梁，吐万绪道路被阻。炀帝下诏令吐万绪率兵随杨素征讨杨谅，以功拜左武候将军。
大业初年（605年），转光禄卿。大业三年（607年），贺若弼遇谗言，让吐万绪作证，吐万绪证明其无罪，被炀帝免官。一年后，任东平太守。大业六年（610年），炀帝驾幸江都（扬州），路过东平郡，吐万绪在路边迎驾。炀帝叫他登上龙舟，吐万绪乘此跪地讲述往事。炀帝大悦，拜金紫光禄大夫，太守如故。
大业八年（612年），炀帝发动第一次辽东之役，吐万绪请为先锋，炀帝嘉奖，拜左屯卫大将军，让他率马步数万从盖马道进军。同年七月隋军班师，留吐万绪镇守怀远，进位左光禄大夫。
大业九年（613年），余杭人刘元进作乱江南，以兵攻润州，炀帝命吐万绪去征讨。吐万绪率兵至杨子津（扬子江），刘元进想要从茅浦渡江，被吐万绪击退。吐万绪因此过江，背水为营。次日一早，刘元进来进攻，又被打败，只好解了润州围而去。吐万绪进屯曲阿，刘元进复结营拒守。吐万绪挑战，刘元进出战，列阵未整，吐万绪以骑兵突击，贼众于是溃散，跳江而死者数万。刘元进连夜逃回老巢。其手下任命的伪仆射朱燮、管崇等任驻扎在毗陵，连营百馀里。吐万绪乘势进击，复破之，贼军退保黄山。吐万绪进军围之，贼穷蹙请降，刘元进、朱燮仅以身免。此次大战阵斩管崇及其将军陆顗等五千馀人，收其子女三万馀口，送往江都宫。又进兵解会稽之围。刘元进复据守建安郡（福建建瓯），炀帝命令继续征剿，吐万绪以士卒疲敝，请求息甲修整等待来年春天。炀帝不悦，于是让人秘密寻找吐万绪的过错，有司上奏吐万绪怯懦违诏，于是除名为民，配防建安。后又下诏让他到定州行在见驾，吐万绪郁郁不得志，走到永嘉时，发病而亡。 
弟弟吐万缵，右武候将军。

## 延伸阅读
[在维基数据编辑]
 《北史·卷078》，出自李延壽《北史》
 《隋書·卷65》，出自魏徵《隋书》